# Alferce
Alferce is een plaats (freguesia) in de Portugese gemeente Monchique. In 2001 telde deze plaats 512 inwoners.
Jaarlijks, op 1 November, is er een "Magusto", een volksfeest waarbij kastanjes in open vuren gepoft worden.